# Guilly (Indre)
Guilly é uma comuna francesa na região administrativa do Centro, no departamento Indre. Estende-se por uma área de 21 km². Em 2010 a comuna tinha 251 habitantes (densidade: 12 hab./km²).